# 낸시 마천드
낸시 마샨드(Nancy Marchand, /mɑːrˈʃɑːnd/, 1928년 6월 19일 ~ 2000년 6월 18일)는 미국의 배우이다.

## 출연 작품
- 소프라노스 (1999)
- 미라클 맨 (1996)
- 래클리스 (1995)
- 사브리나 (1995)
- 폭소 삼총사 (1992)
- 코치 (1989)
- 총알 탄 사나이 (1988)
- 남과 북 2 (1986)
- 보스톤 사람들 (1984)
- 잊을 수 없는 죽음 (1983)
- 종합병원 (1971)
- 텔 미 댓 유 러브 미, 주니 문 (1970)
- 미 나탈리 (1969)
- 총각 파티 (1957)
- 스튜디오 원 (1948)